# Кубацкий, Анатолий Львович
Анато́лий Льво́вич Куба́цкий (1 ноября 1908, Москва — 29 декабря 2001, Москва) — советский и российский актёр театра и кино.

## Биография
Родился 1 ноября 1908 года в Москве. 
Происходит из семьи обрусевших поляков. Отец — Лев Станиславович (1862 г. р.) — родом из с. Люнды Новогрудской волости Липновского уезда Полоцкой губернии, работал гардеробщиком в камерном театре. Мать — из Архангельской губернии, была домохозяйкой. В семье было шестеро детей, Анатолий был младшим. Старшие братья: Витольд Львович (репрессирован 20 августа 1937 года), Виктор Львович (1891—1970) — виолончелист и дирижёр, заслуженный артист Республики (1930).
С юных лет Анатолий увлёкся театром, хотя отец был против его актёрской карьеры. С 1929 года, после окончания Театр-студии под руководством Ю. Завадского, — актёр различных театров Москвы. В 1931—1942 годах — артист Всесоюзного радио, в 1942—1957 — актёр театра имени В. Маяковского, в 1957—1959 — актёр Театра-студии киноактёра, в 1959—1973 — киностудии имени М. Горького.
Мастер эпизода, один из самых популярных актёров советской киносказки. Анатолий Кубацкий обладал колоритной внешностью и запоминающимся голосом. Снимался во многих фильмах режиссёра Александра Роу. Создал целую галерею персонажей: разбойников, королей, колдунов и так далее. Самые заметные роли — Король Йагупоп 77-й («Королевство кривых зеркал») и Водокрут 13-й («Марья-искусница»). Также много работал на озвучивании мультфильмов и дубляже иностранных фильмов.
В 65 лет Кубацкий вышел на пенсию и почти перестал сниматься в кино. Последние годы (с 1995 по 2001 годы) провёл в Доме ветеранов кино, куда перебрался добровольно.
Жил на Б. Дмитровке, 8; ул. Белинского, 4; ул. Петровские линии, 1.
Скончался 29 декабря 2001 года в Москве на 94-м году жизни. Похоронен в семейной могиле на Пятницком кладбище (участок № 14).

### Семья
- Жена (с 1935) — Раиса Ефимовна Ельперт-Гальперина (ум. 1987), родом из Одессы, окончила противопожарный техникум и занималась проектированием оборудования. Супруги прожили вместе 52 года.
  - Сын — Юлий (30.04.1936 — 22.10.2017), окончил архитектурный институт и руководил мастерской в «Моспроекте».

## Награды
- Медаль «За трудовое отличие» (29 января 1954 года) — в связи с тридцатилетием Московского театра Драмы и отмечая заслуги работников театра в области развития советского театрального искусства[4].
- Нагрудный знак «Отличник кинематографии СССР».

## Роли в театре

#### Московский академический театр им. Вл. Маяковского
- 1948 — «Хлеб наш насущный» Н. Е. Вирты  — Колосов, сторож райисполкома

## Фильмография

### Фильмы
1. 1928 — Простые сердца — Федька
2. 1938 — В людях — Ермохин, денщик (нет в титрах)
3. 1952 — Ревизор — слуга трактирный
4. 1953 — Случай в тайге — Никита Степанович, браконьер
5. 1954 — Море студёное — дед Никифор
6. 1955 — Земля и люди — Болтушок
7. 1956 — Убийство на улице Данте — Исидор
8. 1956 — Две жизни (Сёстры) — дед, житель деревни
9. 1958 — Дело было в Пенькове — Глечиков
10. 1957 — Отряд Трубачёва сражается — дед Михайло
11. 1957 — Партизанская искра — пан Каль, староста
12. 1958 — Новые похождения Кота в сапогах — дедушка / король Унылио
13. 1958 — Сорока-воровка — Угрюмов
14. 1958 — У тихой пристани — Куприянов
15. 1959 — В степной тиши — Силантий
16. 1959 — Василий Суриков — Тюлькин
17. 1959 — Жестокость — Возница
18. 1959 — Марья-искусница — Водокрут XIII
19. 1960 — Хлеб и розы — Анисим Охапкин
20. 1961 — Вечера на хуторе близ Диканьки — кум Панас
21. 1961 — Водяной (к/м) — Пестриков
22. 1961 — Сердце не прощает
23. 1962 — Весёлые истории — керосинщик
24. 1962 — Яблоко раздора — дед Селивон
25. 1963 — Королевство кривых зеркал — король Йагупоп 77-й
26. 1964 — Дальние страны — Петунин
27. 1964 — Морозко — атаман разбойников
28. 1965 — Сердце матери — Степаныч (нет в титрах)
29. 1966 — Утоление жажды — Лузгин
30. 1966 — Когда играет клавесин — пассажир речного трамвайчика
31. 1967 — Анна Каренина — Матвей, камердинер Стивы
32. 1967 — Огонь, вода и… медные трубы — Одноглазый
33. 1968 — Деревенский детектив — Иван
34. 1968 — Щит и меч — группенфюрер Франц
35. 1969 — Варвара-краса, длинная коса — Афоня, дьяк
36. 1969 — Сказка о сказке (к/м) — старик
37. 1970 — Сеспель — доктор
38. 1970 — Счастливый Кукушкин — отец Людмилы
39. 1972 — Приваловские миллионы — Бельмонтов
40. 1972 — Спасённое имя — Кайтан
41. 1973 — Чиполлино — староста Баклажан
42. 1974 — Северная рапсодия — любитель хоккея
43. 1975 — Концерт для двух скрипок — Еким Афанасьевич (нет в титрах)
44. 1978 — Дуэнья — Пабло, настоятель
45. 1983 — Взятка. Из блокнота журналиста В. Цветкова — толстячок
46. 1992 — Грех — Викентий Степаныч

## Озвучивание мультфильмов
1. 1947 — Конёк-горбунок — Гаврило
2. 1955 — Заколдованный мальчик — Гном
3. 1959 — Скоро будет дождь — Онг Зёй, властелин неба
4. 1961 — Заокеанский репортёр — босс газеты «Стрикороба корпорейшн» (нет в титрах)
5. 1965 — Портрет — Тигр
6. 1965 — Ни богу, ни чёрту — чёрт (нет в титрах)
7. 1965 — Ваше здоровье — доктор (нет в титрах)
8. 1967 — Песенка в лесу — Ёж
9. 1967 — Сказка о золотом петушке — боярин в синем / старик с палкой
10. 1969 — Пластилиновый ёжик — ёж (нет в титрах)
11. 1970 — По щучьему велению (кукольный спектакль) — царь
12. 1971 — Домик на колёсах — Волшебник
13. 1972 — Куда летишь, Витар? — профессор всептичьих наук
14. 1972 — В лесу родилась ёлочка — Дед Мороз
15. 1973 — Чудо без чудес — рассказчик
16. 1974 — Похождения Чичикова. Ноздрёв — Мижуев
17. 1975 — Конёк-Горбунок — Гаврило (переозвучка, в титрах не указан)
18. 1975 — Как верблюжонок и ослик в школу ходили — Ворон-учитель

## Аудиопостановки
- 1937 — «Крепостной актёр Щепкин» — молодой Щепкин
- 1962 — «Приключения Чиполлино» (грампластинка) — Паук (композиция З. Потаповой и С. Богомазова, музыка Н. Пейко. Всесоюзная фирма грамзаписи «Мелодия»)
- 1962 — Джером К. Джером, «Трое в лодке» (грампластинка) — Харрис
- 1978 — Большая докторская сказка — Волшебник Магиаш

## Участие в фильмах
- 1979 — Профессия — киноактёр (документальный)

## Архивные кадры
- 2008 — Человек в кадре (документальный)